# 夢はここから深夜放送 ラッキー
『夢はここから深夜放送 ラッキー』（ゆめはここからしんやほうそう ラッキー）は、青森朝日放送（ABA）で金曜日の深夜（暦日上は土曜日の未明）に放送されていた深夜バラエティー番組である。

## 概要
当番組は、2015年4月10日から放送開始。
ABAが毎週土曜日午前に生放送している番組「夢はここから生放送 ハッピィ」は、事実上の兄弟番組。
番組は、「夢はここから生放送 ハッピィ」のMCを目指す人々が通う架空の予備校「ラッキー予備校」を舞台に繰り広げられる。
毎回レギュラー陣のうち一人が、一つのテーマを他の出演者にプレゼンテーションする形で進行される。
特に良い働きを行った出演者には「ラッキーポイント」、働きが悪かった出演者には「アンラッキーポイント」が与えられる。 ラッキーポイントが10ポイント貯まった出演者には、ご褒美として冠番組が与えられるが、アンラッキーポイントが10ポイントたまった出演者は、ラッキー予備校を「退学」させられる。
なお、2020年4月放送回から「藤原軍団」（メンバーは後程記述）が登場しており、レギュラーメンバーのラッキーポイント下位5人と入れ替えを賭けて戦う。
2021年4月からの放送では「藤原軍団」はラッキーメンバーのポイント下位5人と入れ替えができなければ軍団解散をすることが追加された。
※2020年から、「スマホ劇場・大阪チャンネル」での配信を開始し、実質全国での視聴が可能になったが配信は2020年内をもって終了した。
2022年4月　「ラッキー予備校」を閉校し、『幸運塾』へ開校し、新たなルールへ（ちょっと）変わり2023年3月31日の放送終了まで続いた。
「ラッキーポイント」、働きが悪かった出演者には「アンラッキーポイント」が与えられるルールから
「ラッキーボール」を七つ集めると、願い事が叶う方式に変更。

## 放送時間
金曜日 24時15分 - 24時45分
※放送前にスペシャル番組や延長があるとこの通りではない。
※スペシャル放送を行う場合があり、その際は放送時間が1時間になる。

## 出演者

### レギュラー
- あどばるーん（小野ますのぶ・新山大）
- 先川栄蔵 - 元・キューティーブロンズ
- 坂本佳子 - ABAアナウンサー。番組初回から出演。
- 服部未佳 - ABAアナウンサー。入社後の2018年から出演。『ハッピィ』では中継リポーター。
- 高坂友衣 - 元・ばーん
- 木村卓寛 - 天津

#### 藤原軍団（藤原軍団はメンバーのうち、各放送回に１、2名が出演）
- 藤原祐輝 - ABAアナウンサー。入社後の2017年から出演し、1年で降板していたがその後復帰。
- ゆにぴ
- 真理奈
- 激情ブルース（大石恭平・しょうたろう）
- 実土里（ライスボール）※2021年4月放送回から軍団メンバー入り

### その他
- りんご娘 - 青森県を拠点に活動するご当地アイドル。『ハッピィ』にも週替わりでメンバーが出演。ゲストとして当番組へ出演経験あり[6]。
- 横山結衣 - AKB48Team8メンバー。過去に番組へ出演[3]。
- 早坂つむぎ - AKB48Team8メンバー。ゲストとして番組へ出演経験あり[7]。
- あべこうじ - 「ハッピィ大学」学長・あべ島として特別出演[8]。
- 下山大地 - Bリーグ・B2の青森ワッツ選手[9]。過去にゲストとして出演[10]。
- シャバ駄馬男 - 秋田県を中心に活動するタレント。ゲストとして番組へ出演経験あり[11]。
- 中井友紀 - ABAアナウンサー。番組内ではナレーションを担当。
- 木邨将太 - ABAアナウンサー。中井アナウンサーが休みの時は代打でナレーションを担当することが稀にある。
- 横山ひでき -
- 成田洋明 -

### 過去
- こさぶろう - 元・お笑い芸人（キューティーブロンズ）
- 高田千尋 - 元・ばーん
- 落合由佳 -『ハッピィ』初代MC。当番組内ではナレーションを担当。
- 加田晶子 - 過去にレギュラー出演経験あり[1]。
  - 上記二人はいずれも元ABAアナウンサー（在職中に出演）。

## 主なコーナー

### 放送中のコーナー
- 教えて!学長～!! - 「ハッピィ大学」学長を務めるあべ島平八が、ラッキー出演者や視聴者の悩みを解決するミニコーナー。毎回放送の最後に挿入されている。

### 終了したコーナー
- ラッキー水泳部 - 2015年5月からスタート。「青森の水泳界に旋風を巻き起こ」す[12]ために結成。※現在放送なし

- 自転車青森県一筆書きの旅 - あどばるーんの2人がママチャリで青森県を一周する企画。ABAが過去に放送していた深夜番組「○っと！」から引き継いだ企画[13]。※現在放送なし

- ブラセンカワ - 先川栄蔵と服部アナが青森県内をぶらりと旅する。（ブラタモリを模したコーナー）旅の途中でラッキーメンバーがどこかで登場している。[14]

## 配信（2020年内で終了）
2019年下期からは「大阪チャンネル」にて同番組を配信している。なお、閲覧するためにはAmazon primevideo会員になるかひかりTVへの会員登録が必要。
なお、2020年内で配信は終了した。